# Point Pleasant (Ohio)
Point Pleasant is een plaats in de Amerikaanse staat Ohio, en valt bestuurlijk gezien onder Clermont County.

## Geboren
- Ulysses S. Grant (1822-1885), beroepsofficier, Noordelijke generaal en opperbevelhebber tijdens de Amerikaanse Burgeroorlog en 18e president van de Verenigde Staten (1869-1877)